# 林仲偉
林仲偉神父（Rev. Father Simon Lam, SDB，1950年11月6日—），廣東新會人，前天主教鮑思高慈幼會中華會省省會長，現任香港仔工業學校及慈幼學校校監。

## 個人簡介
林仲偉於聖類斯小學畢業之後便於1963年8月5日進入慈幼修院修讀神學課程，並於1969年始發初願，1981年正式晉鐸成為神父。晉鐸後，林神父在慈幼修院奉教務和總務之職，1984年調往聖類斯中學任教，1986年年晉陞為該校校長，1994年起擔任院長和校監。
林仲偉2000年開始兼任天主教鮑思高慈幼會中華會省財務長，2001年調任為中華會省副會長，2006年至2012年出任中華會省省會長，領導天主教鮑思高慈幼會在中國地區（包括香港、澳門、台灣及中國大陸地區）。
林仲偉先後獲得倫敦大學哲學榮譽學士、羅馬慈幼會大學神學學士、香港大學教育學碩士，並能操流利粵語、英語及意大利語。他在香港殖民地時期，獲當時的總督彭定康頒發社會服務獎狀，以表揚他多年來對香港社會的貢獻。此外，林仲偉積極推動國內扶貧助學，多次發起聖類斯中學師生進行籌款活動，先後建立聖類斯希望中、小學不下十間，也因此被選為廣東省樂昌市政協委員。

## 外部連結
- 林仲偉神父的facebook （页面存档备份，存于）